# 木島始
木島 始（きじま はじめ、1928年2月4日 - 2004年8月14日）は、日本の詩人、英米文学者、翻訳家、童話作家、作詞家。
本名は小島 昭三（こじま しょうぞう）。
新日本文学会、日本文芸家協会、各会員。

## 来歴・人物
京都府京都市中京区生まれ。第六高等学校在学中に敗戦を迎える。1947年東京大学文学部英文科入学、学生運動に加わり、東京大学新聞を編集する。また在学中から詩誌「列島」などに加わり、発行人もつとめた。
1951年卒業、東京都立北野高等学校教諭として英語を教える。
1953年野間宏の跋文を得て『木島始詩集』を刊行、1954年専修大学講師、1963年法政大学第一教養部講師となり、助教授、教授を務める。1991年退職。
米国の詩人ラングストン・ヒューズ、ナット・ヘントフなど、黒人文学やジャズ評論の翻訳のほか、詩集、児童文学、エッセイを数多く刊行した。
詩作品は多くの作曲家により合唱曲となって楽譜出版されている。また林光や間宮芳生など現代音楽の作曲家の作品に詞を提供した。
また、小熊秀雄賞（旭川文化団体協議会主催）選考委員をつとめた。
長女の小島希里は翻訳家。

## 受賞歴
- 1972年 日本童謡賞(第2回)「もぐらのうた」[1]
- 1982年 文化庁芸術祭大賞(音楽部門・合唱曲の作詩)「鳥のうた」[1]
- 1990年 想原秋記念日本私家本図書館賞特別賞(第2回)「空のとおりみち」[1]

## 著書
- 『木島始詩集』（未來社） 1953
- 『四つの蝕の物語』（ユリイカ） 1955
- 『ペタルの魂 詩集』（飯塚書店） 1960
- 『考えろ丹太!』（理論社） 1960、のち講談社文庫
- 『春の犠牲』（未來社） 1963
- 『沼の妖鳥たち 詩』（昭森社） 1963
- 『詩・黒人・ジャズ』（晶文社） 1965
- 『ぼくらのペガサス』（理論社） 1966
- 『かえるのごほうび』（福音館書店） 1967
- 『うりこひめとあまんじゃく』（岩崎書店） 1968
- 『詩・少年・アメリカ』（晶文社） 1968
- 『跳ぶもの匍うもの 短篇集』（晶文社） 1969
- 『列島綺想曲』（法政大学出版局） 1969
- 『からすのかんざぶろう』（福音館書店、こどものとも） 1970
- 『やせたぶた』（福音館書店） 1970
- 『ゆきむすめ』（岩崎書店） 1970
- 『手 詩画集』（晶文社） 1970
- 『もぐらのうた』（理論社） 1971
- 『三人とんま』（太平出版社） 1971
- 『私の探照灯』（思潮社） 1971
- 『あそびあいてはおばあさん』（岩波書店） 1972、のち岩波少年文庫
- 『えんにちまいご』（講談社） 1972
- 『緑の部屋』（福音館書店） 1972
- 『木島始詩集』（思潮社、現代詩文庫） 1972
- 『続 詩・黒人・ジャズ』（晶文社） 1972
- 『もりのおんがく』（福音館書店） 1973
- 『平凡な恋人の歌』（河出書房新社） 1974
- 『絵本のこと歌のこと』（晶文社） 1974
- 『ふしぎなともだち』（理論社、現代少年詩プレゼント） 1975
- 『えどのあねさま』（あかね書房） 1975
- 『こびとののこぎり』（童心社、童心社詩の絵本） 1975
- 『はたちすぎ』（晶文社） 1975
- 『日本共和国初代大統領への手紙 詩画集』（創樹社） 1975
- 『ふしぎなともだち 少年詩集』（理論社） 1975
- 『千の舌で 詩集』（新日本文学会出版部） 1976
- 『パゴダの朝 詩集』（青土社） 1977
- 『はなしが降ってきた』（筑摩書房） 1977
- 『ことばの宇宙 海外文学レポート』（晶文社） 1977
- 『わらったお月さま 空をとんだ三つのはなし』（偕成社） 1978
- 『あわていきもののうた』（晶文社） 1978
- 『もりのうた』（佑学社） 1978
- 『やまとうた夢まんだら』（來書房） 1978
- 『あんぱんじまのマロちゃん』（童心社） 1979
- 『木のうた』（佑学社、四季のファンタジー1） 1979
- 『鳥のうた』（佑学社、四季のファンタジー2） 1979
- 『すっとびロクスケ』（筑摩書房） 1980
- 『日本語のなかの日本』（晶文社） 1980
- 『地球に生きるうた 若い世代の詩集』（編、偕成社） 1980
- 『回風歌・脱出 詩集』（土曜美術社） 1981
- 『おんなきさ、おんなもさ』（佑学社） 1982
- 『阿呆な友』（晶文社） 1982
- 『はらっぱのうた』（晶文社） 1983
- 『まさか』（ばるん舎） 1983
- 『おやぶんさかなバルバーロ』（佑学社） 1983
- 『象型文字盤』（創樹社） 1983
- 『花のうた』（佑学社） 1984
- 『もうひとつの世界文学』（朝日選書） 1984
- 『双飛のうた 詩集』（青土社） 1984
- 『イグアナのゆめ 少年詩集』（理論社） 1985
- 『かえるのごほうび』（佑学社） 1986
- 『ともかく道づれ』（青土社） 1988
- 『群鳥の木 出会い・ポエトリー・交響 エッセイ集』（創樹社） 1989
- 『遊星ひとつ 詩集』（筑摩書房） 1990
- 『さかななのに そらにいる』（雄鶏社） 1991
- 『ノガモのうた』（ほるぷ出版） 1992
- 『しゅてんどうじ』（リブロポート） 1993
- 『われたまご 一二三篇の四行詩集』（筑摩書房） 1994
- 『ゆっくりにっこり』（偕成社） 1995
- 『ほんとの誕生日』（楡出版） 1993
- 『やたらうた 詩集』（かど創房） 1995
- 『朝の羽ばたき 詩集』（かど創房） 1995
- 『本の声を聴く 書物逍遥一五〇冊』（新潮社） 1995
- 『流紋の汀で 詩集』（土曜美術社） 1999
- 『うたう渦まき 四行連詩』（坂本宮尾共著、蝸牛社） 1999
- 『越境 長い四行詩話 - 四〇篇に聯弾する』（土曜美術社） 1999
- 『根の展望 詩集』（土曜美術社） 1999
- 『新・木島始詩集』（土曜美術社） 2000
- 『ノリちゃん』（創風社） 2000
- 『三人とんまひとまとめ』（創風社） 2000
- 『花のきもち』（創風社） 2001
- 『ふんすいのうた』（創風社） 2001
- 『ぼくらのペガサス』（創風社） 2001
- 『飛ぶ声をおぼえる』（創風社） 2001
- 『山道あるき歌いだし』（創風社） 2002
- 『ぼくの尺度 エッセイ集』（透土社 丸善） 2002
- 『新々木島始詩集』（土曜美術社） 2003

## 翻訳
- 『状況の詩 詩と詩論』（ポール・エリュアール、江原順共訳、未來社） 1954
- 『イギリス解放詩集』（木下順二共訳、河出文庫） 1954
- 『ピカソ』（エリュアール、筑摩書房） 1955
- 『砂糖きび』（トゥーマー、早川書房、黒人文学全集4） 1961
- 『あるスパイへの墓碑銘』（エリック・アンブラー、新潮文庫） 1962
- 『ジャングル・ブック』（キップリング、講談社） 1963
- 『アメリカアメリカ』（エリア・カザン、早川書房） 1964
- 『黒人のたましい エッセイとスケッチ』（W.E.B.デュボア、鮫島重俊, 黄寅秀共訳、未來社） 1965、のち岩波文庫
- 『ジャズ・カントリー』（ナット・ヘントフ、晶文社） 1966、のち講談社文庫
- 『はなをくんくん』（ルース・クラウス、福音館書店） 1967
- 『おやゆびちーちゃん』（ハンス・クリスチャン・アンデルセン、福音館書店） 1967
- 『ユダヤ人たち』（シャロム・アレイヘム、磯田阿希子共訳、思潮社） 1967
- 『魔法の木』（ウィリアム・フォークナー、冨山房） 1968、のち福武文庫
- 『くものぼうけん 西アフリカのむかしばなし』（ジョイス・C・アーカースト、福音館書店） 1968
- 『ホイットマン詩集』（ホイットマン、河出書房、世界の詩人） 1968
- 『根拠地』（リロイ・ジョーンズ、黄寅秀共訳、せりか書房） 1968
- 『まりーちゃんとおおあめ』（フランソワーズ、福音館書店） 1968
- 『イギリスのわらべうた』（さ・え・ら書房） 1969
- 『ブラック・ミュージック』（リロイ・ジョーンズ、井上謙治共訳、晶文社） 1969
- 『世界反戦詩集』（菅原克己,長谷川四郎共編訳、太平洋出版社） 1970
- 『奴隷とは』（ジュリアス・レスター、黄寅秀共訳、岩波新書） 1970
- 『アライグマ博士河をくだる』（ベン・ルーシャン・バーマン、福音館書店） 1970
- 『アライグマ博士と狩人たち』（ベン・ルーシャン・バーマン、福音館書店） 1971
- 『アライグマ博士と悪党たち』（ベン・ルーシャン・バーマン、福音館書店） 1972
- 『ウオーレスはどこに』（ヒラリー・ナイト、講談社） 1972
- 『黒人の美学』（アディソン・ゲイル・Jr.、浜本武雄監訳、ぺりかん社） 1973
- 『声よ消された声よチリに 詩画集』（パブロ・ネルーダ, ガブリエラ・ミストラル詩、理論社） 1974
- 『ヒマラヤのふえ 昔ヒマラヤのふもとクマオンというところでうたわれていた物語』（A・ラマチャンドラン、福音館書店） 1976
- 『月で発見された遺書 ロモコメ報告書』（ハーマン・ウォーク、荒木のり共訳、創樹社） 1976
- 『ぼくの音楽ぼくの宇宙』（チック・コリア、晶文社） 1978
- 『あとでまたものがたり』（ドナルド・ビセット、岩波書店） 1979
- 『こんどまたものがたり』（ドナルド・ビゼット、岩波書店） 1979
- 『てのりノネズミ』（フェイス・マックナルティ、さ・え・ら書房） 1981
- 『異邦のふるさと 訳詩集』（土曜美術社） 1981
- 『ひとくい巨人アビヨーヨー』（ピート・シーガー、岩波書店） 1987
- 『やさしいうた 訳詩集』（リブロポート） 1988
- 『ボストン・ボーイ ナット・ヘントフ自伝』（ナット・ヘントフ、河野徹共訳、晶文社） 1989
- 『くいしんぼうのあり』（クリス・バン・オールスバーグ、ほるぷ出版） 1989
- 『ボルカ はねなしガチョウのぼうけん』（ジョン・バーニンガム、ほるぷ出版） 1993
- 『ホイットマン詩集』（ホイットマン、思潮社、海外詩文庫） 1994
- 『いっぱいいっぱい』（トリシュ・クック、ほるぷ出版） 1995
- 『もりのさんぽ』（サイモン・ジェイムズ、偕成社） 1995
- 『ホイットマン詩集 対訳』（ホイットマン、岩波文庫） 1997
- 『あすはきっと』（ドリス・シュワーリン、童話館出版） 1997
- 『ジャズ わたしの音楽、わたしの仲間たち』（モーガン・モンソー、小島希里共訳、BL出版） 1998

### ラングストン・ヒューズ
- 『ことごとくの声あげて歌え アメリカ黒人詩集』（ラングストン・ヒューズ編、未來社） 1952
- 『ポポとフィフィナー ハイチ島の子どもたち』（アーナ・ボンタム, ラングストン・ヒューズ、岩波少年文庫） 1957
- 『ある金曜日の朝』（ラングストン・ヒューズ、飯塚書店） 1959
- 『ラングストン・ヒューズ詩集』（ラングストン・ヒューズ、ユリイカ、海外の詩人双書） 1959
- 『ジャズ』（ヒューズ、飯塚書店） 1960
- 『ジャズの本』（ラングストン・ヒューズ、晶文社） 1968
- 『天使のいざこざ』（ラングストン・ヒューズ、晶文社） 1971
- 『ラングストン・ヒューズ自伝』 1 - 3（ラングストン・ヒューズ、河出書房新社） 1972 - 1973
- 『黒人芸術家の立場 ラングストン・ヒューズ評論集』（創樹社） 1977

### エズラ・ジャック・キーツ
- 『ゆきのひ』（E・J・キーツ、偕成社） 1969
- 『ピーターのいす』（エズラ・ジャック・キーツ、偕成社） 1969
- 『ピーターのくちぶえ』（エズラ・ジャック・キーツ、偕成社） 1974
- 『ピーターのてがみ』（エズラ・ジャック・キーツ、偕成社） 1974
- 『ピーターのめがね』（キーツ、偕成社） 1975
- 『ゆめ』（エズラ＝ジャック＝キーツ、偕成社） 1976
- 『にんぎょうしばい』（エズラ＝ジャック＝キーツ、偕成社） 1977
- 『やあ、ねこくん!』（エズラ＝ジャック＝キーツ、偕成社） 1978
- 『いきものくらべ!』（エズラ＝ジャック＝キーツ、偕成社） 1979
- 『アパート3号室』（キーツ、偕成社） 1980
- 『ルイのひこうき』（エズラ＝ジャック＝キーツ、偕成社） 1981
- 『マギーとかいぞく』（エズラ・ジャック・キーツ、ほるぷ出版） 1982

### リリアン・ホーバン
- 『アーサーのくまちゃん』（リリアン・ホーバン、文化出版局） 1977
- 『アーサーのクリスマス・プレゼント』（リリアン・ホーバン、文化出版局） 1977
- 『アーサーのてがみともだち』（リリアン・ホーバン、文化出版局） 1977
- 『アーサーのクリスマス・プレゼント』（リリアン・ホーバン、文化出版局） 1988